# Abdulrahman al-Awlaki
Abdulrahman Anwar al-Awlaki en arabe : (عبدالرحمن العولقي) né en août 1995 est un citoyen américain, fils d'Anwar al-Awlaki. Il est mort pendant qu'il dînait dans un restaurant en plein air au Yémen au cours d'une frappe de drone ordonnée par le président Barack Obama, le 14 octobre 2011. Selon les autorités américaines, cette frappe visait à abattre Ibrahim al-Banna, haut responsable d'Al-Qaïda dans la péninsule arabique.

## Mort
Des groupes de défense des droits de l'homme[Qui ?] ont critiqué la mort d'Al-Awlaki, demandant « pourquoi les États-Unis ont tué un adolescent dans un pays avec lequel les États-Unis n'étaient pas en guerre »,,,.
Jameel Jaffer, le directeur juridique de l'American Civil Liberties Union a déclaré : "Si le gouvernement lance des missiles Predator sur des citoyens américains, le public américain a sûrement le droit de savoir qui est ciblé et pourquoi.".
Deux responsables américains s'exprimant sous couvert d'anonymat ont déclaré que la cible de la frappe aérienne du 14 octobre 2011 était Ibrahim al-Banna, un Égyptien soupçonné d'être un haut responsable d'Al-Qaïda dans la péninsule arabique, mais Ibrahim al-Banna n'était pas sur les lieux au moment de la frappe aérienne,.
Un autre haut responsable de l'administration américaine à décrit Abdulrahman al-Awlaki comme quelqu'un passant «au mauvais endroit au mauvais moment», .
Le 29 janvier 2017, sa demi-sœur de 8 ans, Nawar al-Awlaki, meurt lors d'un autre raid américain, ordonnée par le président Donald Trump.